# 공주 마곡사 심검당 및 고방
공주 마곡사 심검당 및 고방(公州 麻谷寺 尋劍堂 및 庫房)은 대한민국 충청남도 공주시 사곡면, 마곡사에 있는 조선시대의 건축물이다. 1991년 12월 3일 충청남도의 유형문화재 제135호로 지정되었다.

## 개요
마곡사는 충남지방의 모든 사찰을 통괄했던 큰 사찰로 신라 때 자장율사가 창건하고 고려시대 보조국사가 재건하였다고 기록되어 있다. 조선시대에는 세조(재위 1455∼1468)가 이곳에 와서 '영산전'이라는 편액을 직접 써서 내렸고 잡역을 면제하는 교지를 내렸는데 모두 임진왜란(1592) 때 불에 타 없어졌다. 효종 1년(1650)년부터 주지스님인 주순의 노력으로 절이 어느 정도 회복되었는데, 정조 6년(1782)년에 다시 큰 불이 일어나 대광보전을 비롯한 1,050칸이 모두 불에 탔다.
마곡사 심검당은 대광보전 5층 석탑의 동쪽에 자리하고 있는 스님들의 거처인 요사채이며, 고방은 창고건물이다.
심검당이 언제 지어졌는지는 알 수 없지만, 정조 21년(1797)년에 보수공사가 이루어진 기록과 편액에 적힌 글에 의하면 철종 7년(1856)년에 고치고 1909년에 기와를 다시 올렸다고 한다. ㄷ자 평면에 자연석을 쌓아 1층의 기단을 형성하고 주춧돌을 놓은 위에 둥글고 네모난 기둥을 혼합하여 세웠다. 고방은 앞면 4칸·옆면 1칸 규모의 남향집이다.

## 같이 보기
- 마곡사

## 참고 자료
- 마곡사심검당및고방 - 국가유산청 국가유산포털